# جوناثان بريك

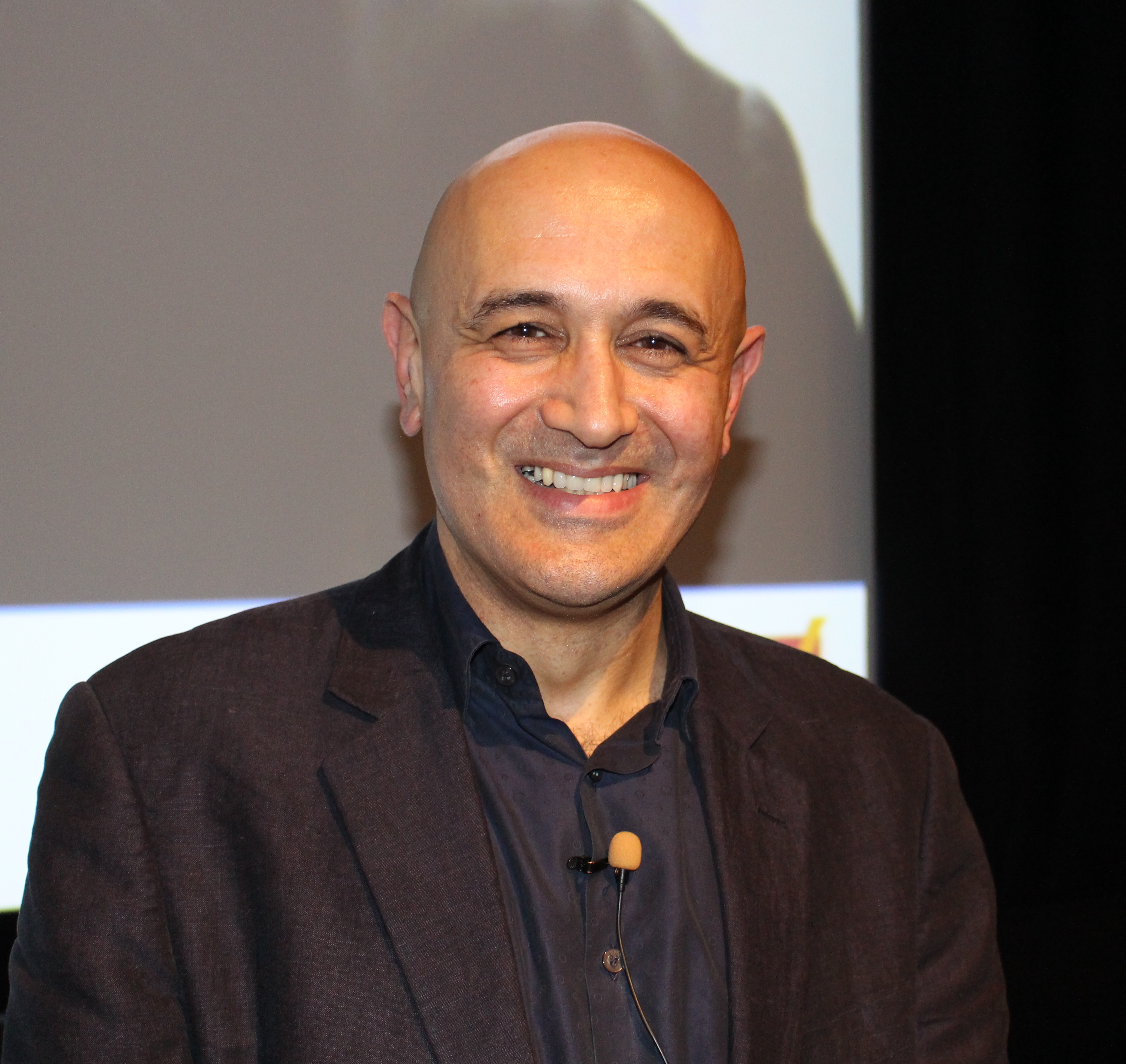

جوناثان بريك (بالإنجليزية: Jonathan Raymond Breck)‏ هو ممثل أمريكي، ولد في 17 فبراير 1965 بهيوستن في الولايات المتحدة.

## أعمال

### أفلام
- (2001) جيبرز كريبرز[3]
- (2003) جيبرز كريبرز 2[4]
- (2008) دبليو
- (2011) كل الوقت في العالم
- (2013) باركلاند
- (2017) جيبرز كريبرز 3

### مسلسلات
- جاغ

## وصلات خارجية
- جوناثان بريك على موقع IMDb (الإنجليزية)
- جوناثان بريك على موقع ألو سيني (الفرنسية)
- جوناثان بريك على موقع أول موفي (الإنجليزية)
- جوناثان بريك على موقع قاعدة بيانات الأفلام السويدية (السويدية)
- جوناثان بريك على موقع قاعدة بيانات الفيلم (الإنجليزية)
- جوناثان بريك على موقع كينوبويسك (الروسية)